# 傑爾加奇區 (俄羅斯)

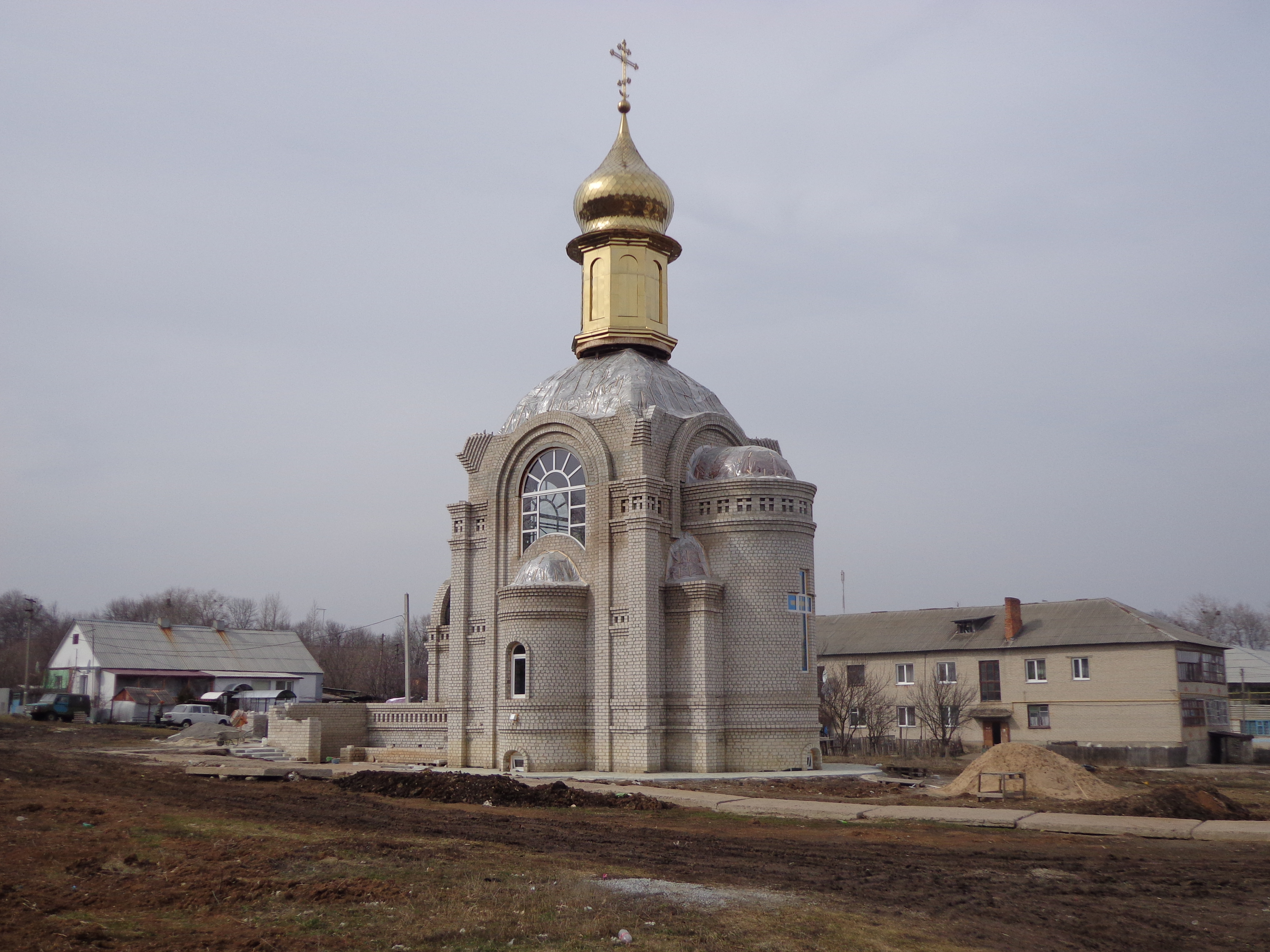

51°13′N 48°45′E / 51.217°N 48.750°E
傑爾加奇區（俄语：Дергачёвский район），是俄羅斯的一個區，位於該國西南部，由薩拉托夫州負責管轄，面積4,500平方公里，2010年人口21.104，人口密度每平方公里4.69人。